# Otros silencios
Otros silencios es una película france-argentina dirigida por Santiago Amigorena que se filmó durante 2011 en Canadá y Argentina. Se estrenó en Francia y Canadá el 19 de octubre de 2012, y en Argentina, el 8 de noviembre del mismo año. Se trata de un drama y está protagonizada por Marie-Josée Croze, Benz Antoine e Ignacio Rogers. La película cuenta con la dirección de Santiago Amigorena y la producción de  Gloria Films.

## Sinopsis
En una noche de invierno en Canadá, Mary (Marie-Josée Croze), oficial de policía de la ciudad de Toronto, descubre que su marido y su hijo han sido brutalmente asesinados. No tardará en saber que, Pablo Molina, traficante de drogas a quien había arrestado hacía un año, fue quién organizó el asesinato. Mary rastrea al asesino, que es el joven sobrino de Molina, Pablito (Ignacio Rogers), y lo sigue hasta la frontera de Argentina con Bolivia en un viaje de venganza que terminará enfrentándola con la pérdida de sus seres queridos.

## Reparto

### Personejes principales
- Marie-Josée Croze ... Mary
- Benz Antoine ... Joshua
- Ignacio Rogers ... Pablito Molina
- Ailín Salas ... Lila
- Martina Juncadella ... Teresa

### Personajes secundarios
- Tony Nardi ... Tony
- Andrew Johnston ... Paul Gogarty
- Luis Ziembrowski ... Carrizo
- Amber Goldfarb ... Barmaid
- Aaron Parry ... Nicky
- Alison Louder ... Kate
- Osqui Guzmán ... Soldado
- Luis Olivia ... Vinnie